# Arctostaphylos edmundsii
Arctostaphylos edmundsii là một loài thực vật có hoa trong họ Thạch nam. Loài này được J.T.Howell mô tả khoa học đầu tiên năm 1952.

## Hình ảnh

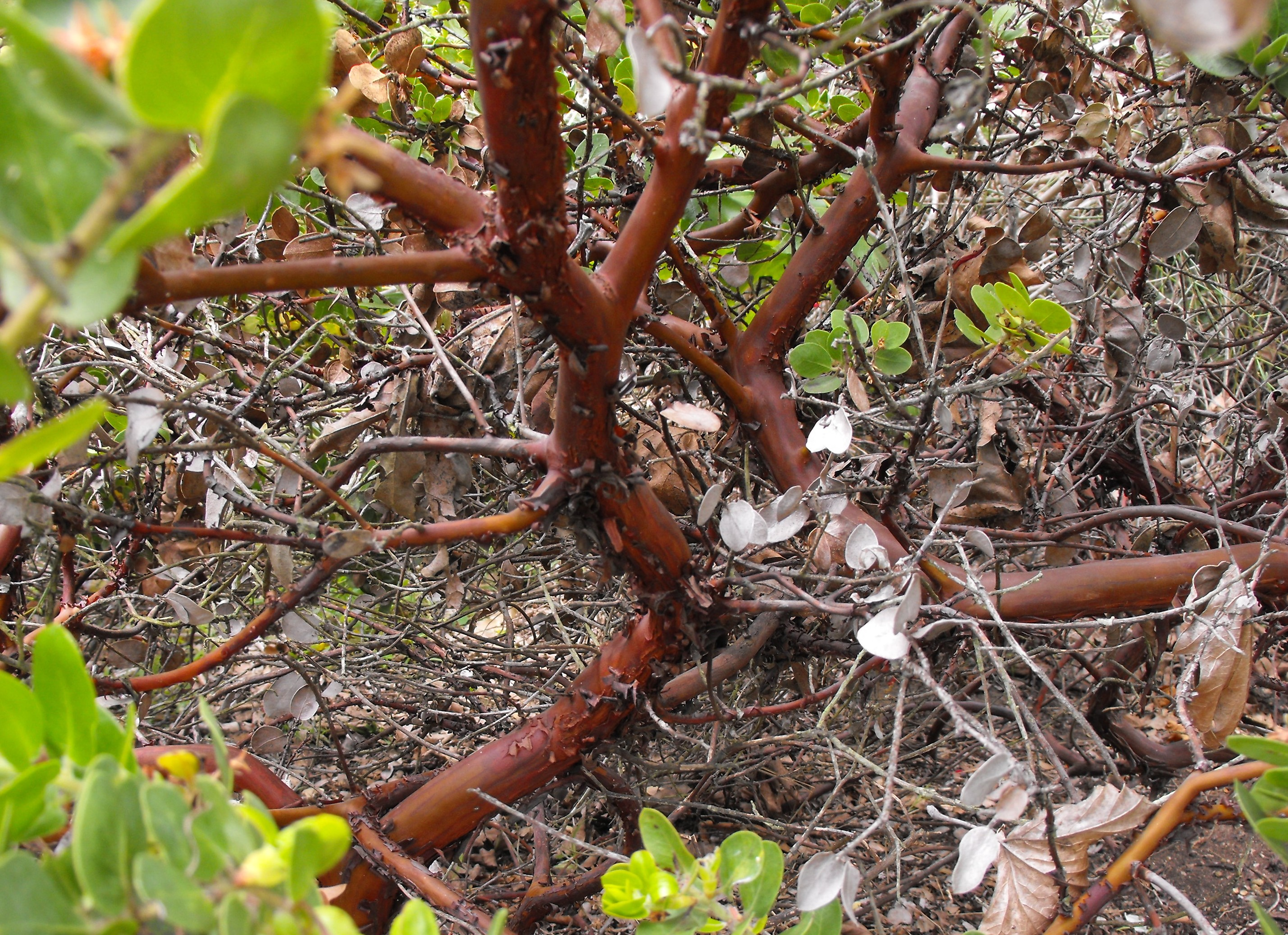
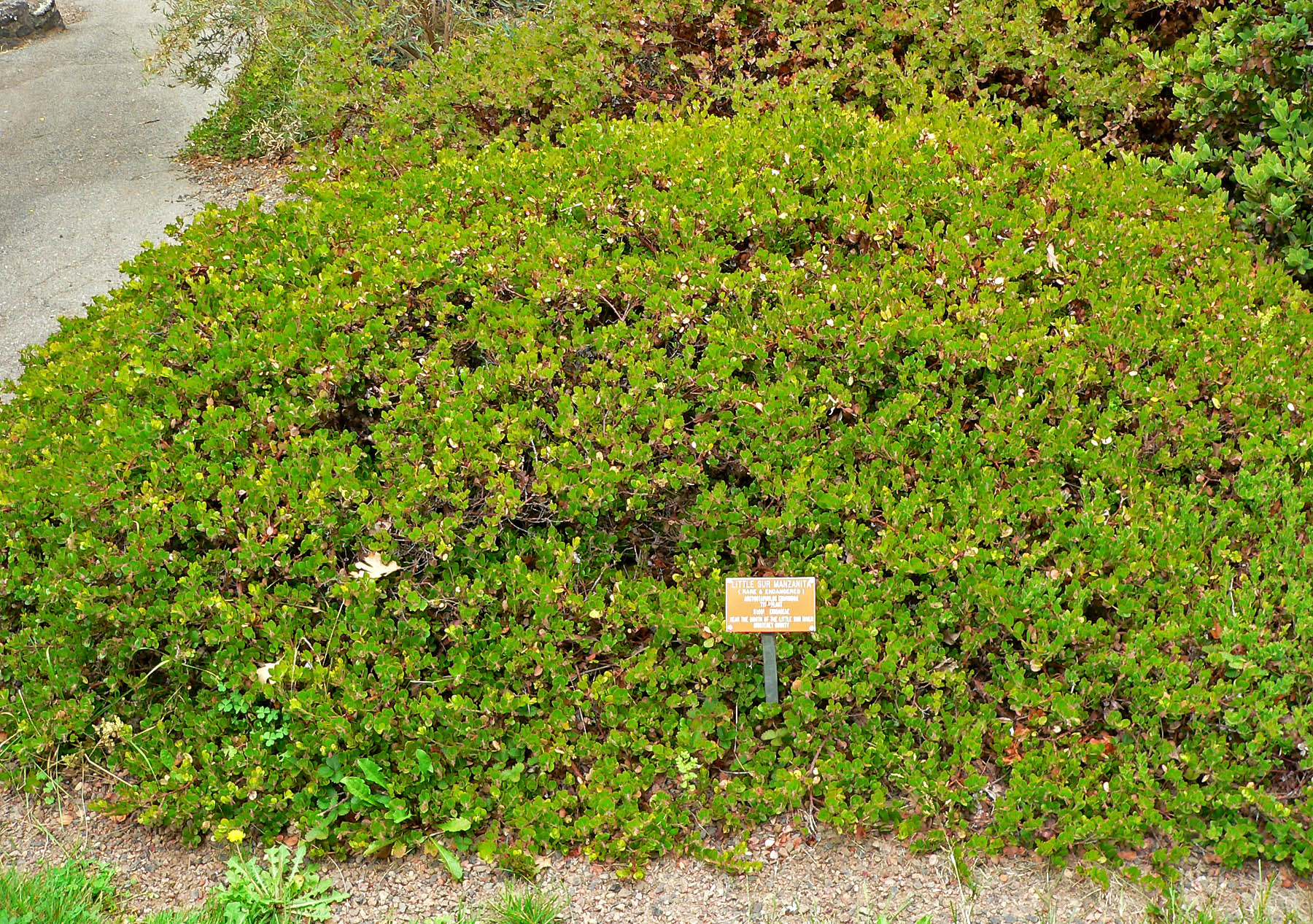
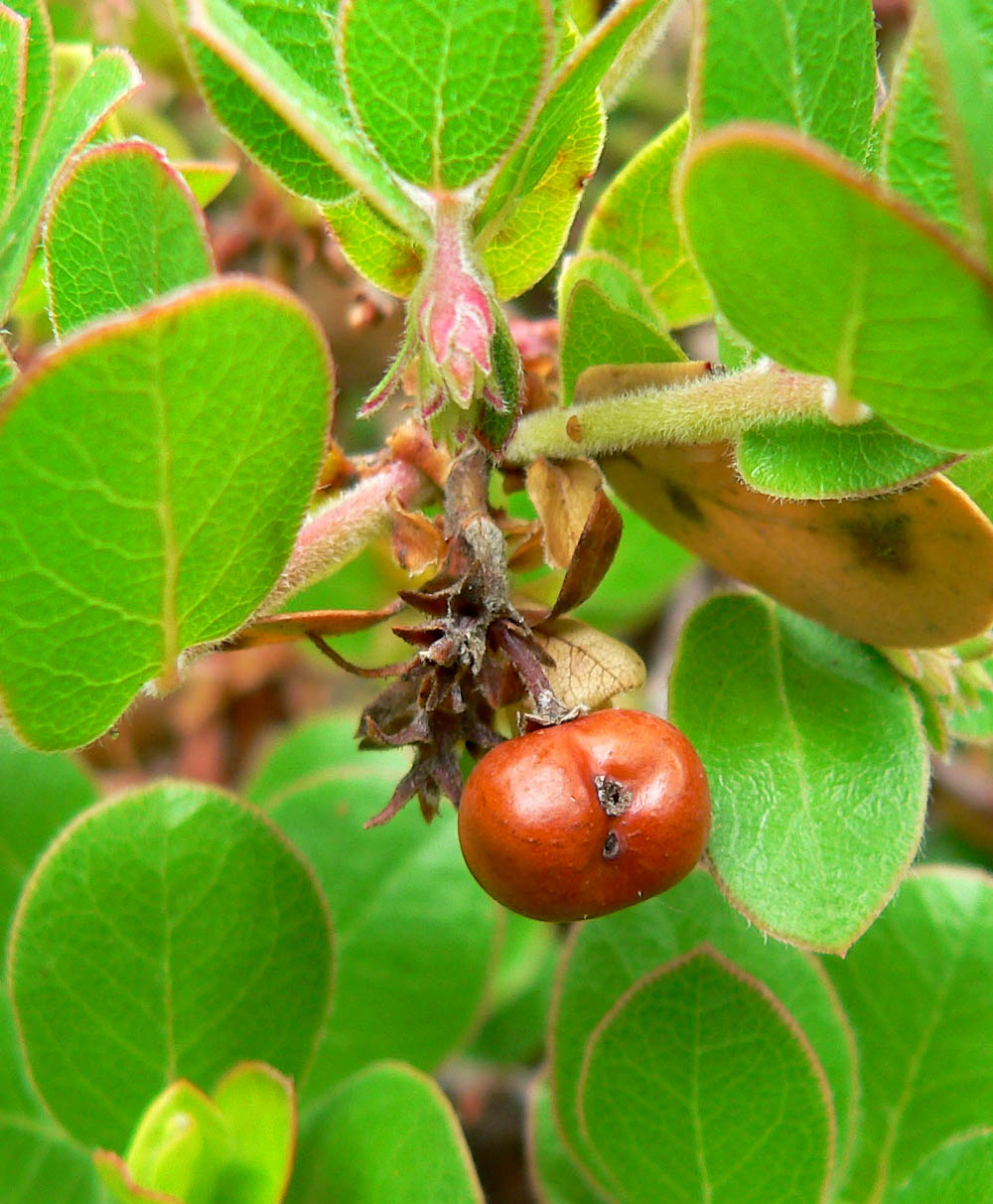
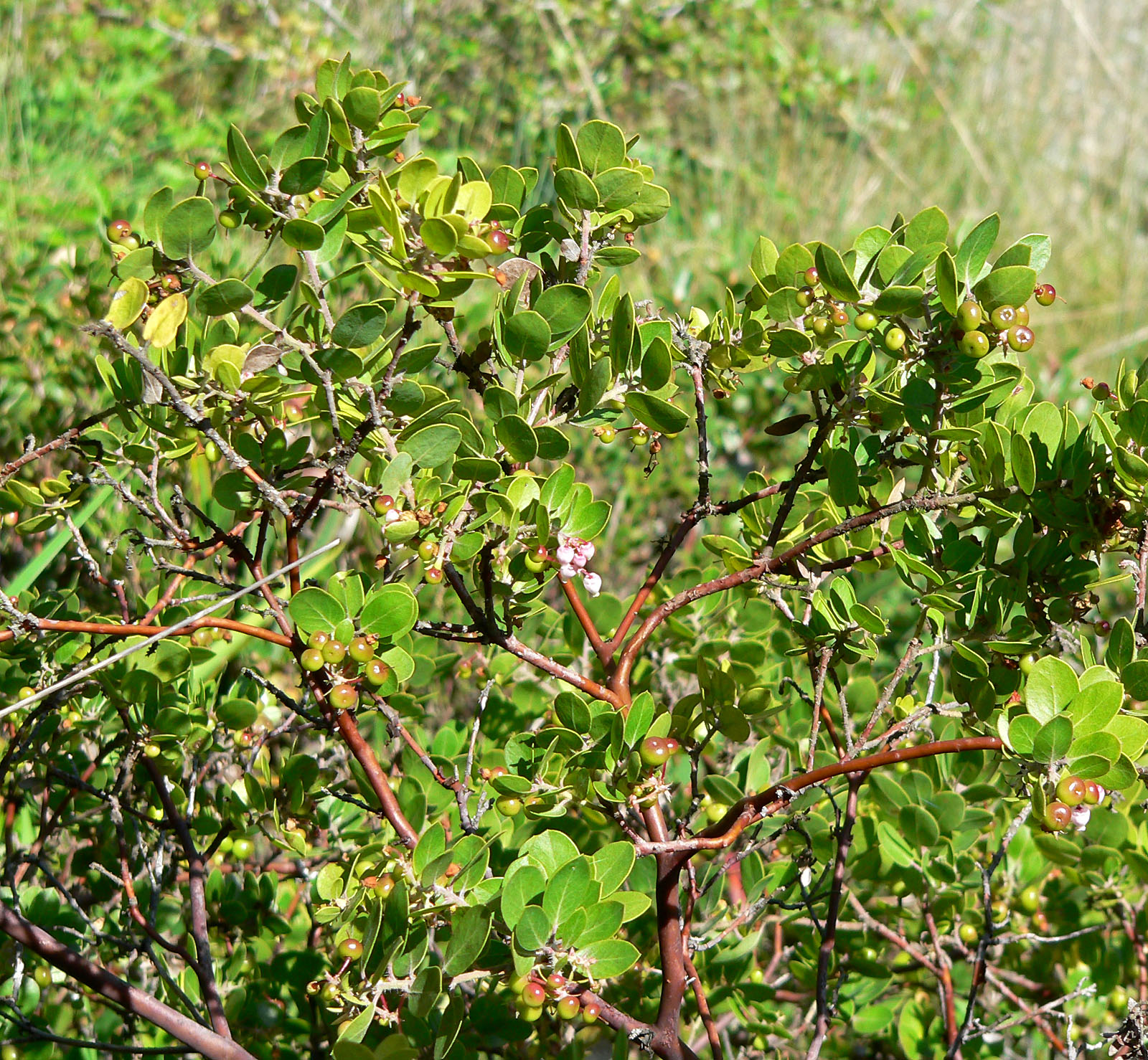